# Les Détectives sauvages
Les Détectives sauvages (Los detectives salvajes) est un roman de Roberto Bolaño paru en 1998 pour l'édition originale et en 2006 pour la traduction française.

## Écriture et publication
Le roman a été publié pour la première fois aux éditions barcelonaises Anagrama en 1998. Bolaño décrit ainsi Les Détectives sauvages : « Je crois que mon roman a presque autant de lectures qu'il y a de voix en lui. On peut le lire comme une agonie. On peut le lire aussi comme un jeu. »

## Résumé
Le roman est composé de trois parties de longueurs inégales.

### Mexicains perdus à Mexico (1975)
La première partie est constituée du journal intime d'un étudiant en droit de dix-sept ans, Juan Garcia Madero, du 2 novembre au 31 décembre. Pendant cette période, il découvre le mouvement littéraire appelé réalisme viscéral et se lie avec une bande de poètes, dont le Chilien Arturo Belano et le Mexicain Ulises Lima. C'est aussi pour Juan Garcia Madero le temps des premières relations sexuelles. Il va faire la connaissance de Lupe, une jeune prostituée qui tente de quitter son souteneur. Pour lui échapper, Lupe, Garcia Madero, Belano et Lima s'enfuient de Mexico le soir du 31 décembre en direction du désert dans le but de retrouver la poétesse Cesàrea Tinajero, une pionnière du réalisme viscéral.

### Les Détectives sauvages (1976-1996)
Cette partie est de loin la plus longue. Elle regroupe des comptes rendus d'entretiens avec des personnes ayant croisé la route des poètes Arturo Belano et Ulises Lima durant une période de vingt ans, entre 1976 et 1996, du Mexique au Libéria, en passant par Barcelone, Paris et Jérusalem. L'identité des personnes interrogées, le lieu et la date des entretiens sont scrupuleusement consignés mais l'identité des détectives reste imprécise.

### Les déserts du Sonora
La troisième partie débute là où s'était terminée la première. On retrouve le journal de Juan Garcia Madero en fuite avec Lupe, Arturo Belano et Ulises Lima dans le désert du Sonora à la recherche de Cesàrea Tinajero, tout en essayant d'échapper au souteneur de Lupe qui est sur leurs traces. Les protagonistes passent au cours de leurs pérégrinations au Sonora par la ville de Santa Térésa qui est un élément central de 2666, l'autre roman-fleuve de Bolaño paru en 2004 après la mort de l'auteur. Ils finiront par retrouver la poétesse mystérieuse, mais elle mourra en intervenant lors d'un règlement de comptes entre Alberto, le proxénète de Lupe, et le duo Belano-Lima. Alberto meurt poignardé au cours de la rixe. Garcia Madero et Lupe fuient de leur côté, alors que les deux poètes partent dans le désert pour enterrer les victimes.

## Personnages
Arturo Belano est un poète chilien. Il s'agit d'un hétéronyme de Roberto Bolaño qui apparaît déjà dans Amuleto où Bolaño lui donne seize ou dix-sept ans en 1970 et dans la nouvelle Photos présente dans le recueil Des putains meurtrières (2001). Belano est un jeune poète chilien vivant au Mexique qui retourne dans son pays pour combattre le régime d'Augusto Pinochet. Il revient au Mexique en 1974 après un périple à travers plusieurs pays d'Amérique latine et rencontre Ulises Lima. Pour le personnage d'Ulises Lima, poète mexicain, Bolaño s'inspire de l'écrivain Mario Santiago Papasquiaro. Les deux poètes appartiennent au mouvement « réalviscéraliste » qui est une allusion à l'infraréalisme créé par Bolaño et Mario Santiago Papasquiaro en 1975 au Mexique. La deuxième partie du roman regroupe les dépositions de personnes ayant croisé la route des deux poètes et s'inspire d'éléments autobiographiques (le personnage de Belano, comme Roberto Bolaño, part vivre à Barcelone, souffre du foie...). Plusieurs personnes qui apportent leur témoignage sont des personnages déjà présents dans Amuleto (Laura Jàuregui, Auxilio Lacouture, Felipe Müller).
| Personnages             | Description | Témoignage |
| ----------------------- | --- | --- |
| Arturo Belano           | Poète chilien, membre et cofondateur du réalisme viscéral                                                           | |
| Ulises Lima             | Poète mexicain, membre et cofondateur du réalisme viscéral                                                          | |
| Juan García Madero      | Poète mexicain appartenant au réalisme viscéral, son journal constitue la première et la troisième partie du roman. | |
| Amadeo Salvatierra      | Poète mexicain, ami de Cesárea Tinajero.                                                                            | Chapitre 1 (Mexico, janvier 1976), 2 (Mexico, janvier 1976), 3 (Mexico, janvier 1976), 5 (Mexico, janvier 1976), 6 (Mexico, janvier 1976), 8 (Mexico, janvier 1976), 9 (Mexico, janvier 1976), 11 (Mexico, janvier 1976) |
| Perla Aviles            | | Chapitre 1 (Mexico, janvier 1976), 2 (Mexico, janvier 1976) |
| Laura Jauregui          | | Chapitre 1 (Mexico, janvier 1976), 2 (Mexico, mai 1976), 5 (Mexico, mars 1977) |
| Fabio Ernesto Logiacomo | | Chapitre 1 (Mexico, mars 1976) |
| Luis Sebastiàn Rosado   | | Chapitre 1 (Mexico, avril 1976), 2 (Mexico, juillet 1976), 9 (Mexico, mars 1979) |
| Alberto Moore           | | Chapitre 1 (Mexico, avril 1976) |
| Carlos Monsiváis        | Écrivain mexicain.                                                                                                  | Chapitre 1 (Mexico, mai 1976) |
| Peau Divine             | | Chapitre 2 (Mexico, mai 1976) |
| Angélica Font           | | Chapitre 2 (Mexico, juillet 1976), 9 (Mexico, avril 1979) |
| Manuel Maples Arce      | Poète mexicain, fondateur du Stridentisme                                                                           | Chapitre 3 (Mexico, août 1976) |
| Barbara Patterson       | | Chapitre 3 (Mexico, septembre 1976) |
| Joaquín Font            | | Chapitre 3 (Mexico, octobre 1976), 5 (environs de Mexico, janvier 1977), 6 (environs de Mexico, janvier 1977), 9 (environs de Mexico, mars 1979), 11 (environs de Mexico, avril 1980)                                    |
| Jacinto Requena         | | Chapitre 3 (Mexico, novembre 1976), 9 (Mexico, mars 1979) |
| María Font              | | Chapitre 3 (Mexico, décembre 1976) |
| Auxilio Lacouture       | | Chapitre 4 (Mexico, décembre 1976) |
| Joaquín Vázquez Amaral  | Traducteur des Cantos d'Ezra Pound                                                                                  | Chapitre 5 (Middle-West nord-américain, février 1977) |
| Lisandro Morales        | Éditeur d'une revue littéraire latino-américaine.                                                                   | Chapitre 5 (Mexico, mars 1977), 11 (Mexico, janvier 1980) |
| Rafael Barrios          | Poète, membre du mouvement réaliste viscéral.                                                                       | Chapitre 6 (Mexico, mai 1977) |
| Felipe Müller           | | Chapitre 6 (Barcelone, mai 1977), 8 (Barcelone, janvier 1978) |
| Simone Darrieux         | Française étudiant au Mexique et modèle pour un photographe.                                                        | Chapitre 7, deux témoignages (Paris, juillet 1977 et Paris, septembre 1977) |
| Hipólito Garcés         | Péruvien habitant à Paris, ami d'Ulises de Lima.                                                                    | Chapitre 7 (Paris, août 1977) |
| Sofía Pellegrini        | | Chapitre 7 (Paris, septembre 1977) |
| Michel Bulteau          | Poète français. | Chapitre 7 (Paris, janvier 1978) |
| Roberto Rosales         | | Chapitre 7 (Paris, septembre 1977) |
| Mary Watson             | Étudiante en littérature                                                                                            | Chapitre 8 (Londres, mai 1978) |
| Alain Lebert            | | Chapitre 8 (Port-Vendres, décembre 1978) |
| Norman Bolzman          | Juif mexicain, accueille Ulises Lima                                                                                | Chapitre 10 (Tel-Aviv, octobre 1979) |

## Réception critique et prix
Le roman a obtenu le prix Herralde en 1998 et le prix Rómulo Gallegos en 1999.
Le livre est bien accueilli par la critique française : 
— Le Chilien qui osait tout, Baptiste Liger, L'Express, 1 avril 2006.

« Mexico rayonne ainsi comme un lieu inaugural capable de projeter sur la surface des continents les énergies venues à elle de toute l’Amérique latine, réactivées par chaque apparition des deux personnages-fantômes en un point du globe, sur plusieurs centaines de pages. D’un côté, la construction du roman en étau le dynamise. De l’autre, l’histoire semble se dérouler sans fin, du moins sans autre fin que son début. Car chez Bolaño, le détective, avatar de l’écrivain, alternativement jeune ou vieux, incarne l’absurdité et flirte avec le phénomène de l’éternel retour cher à Borges. »

— Bolaño au-dessus du volcan, Fabienne Dumontet, Le Monde, 10 mars 2006.

## Éditions
- Christian Bourgois éditeur, traduction de Robert Amutio, 888 p., 2006  (ISBN 2-267-01809-8)
- Folio n° 5049, traduction de Robert Amutio, 944 p., 2010  (ISBN 978-2-07-041676-9)
- Points, traduction de Robert Amutio, 864 p., 2022  (ISBN 978-2-7578-9403-3)